# Marsais-Sainte-Radégonde
Marsais-Sainte-Radégonde é uma comuna francesa na região administrativa da Pays de la Loire, no departamento de Vendéia. Estende-se por uma área de 14,77 km². Em 2010 a comuna tinha 496 habitantes (densidade: 33,6 hab./km²).